# Allobates mandelorum
Allobates mandelorum е вид земноводно от семейство Aromobatidae. Видът е застрашен от изчезване.

## Разпространение
Разпространен е във Венецуела.

## Описание
Популацията на вида е намаляваща.